# 尼日爾河三角洲

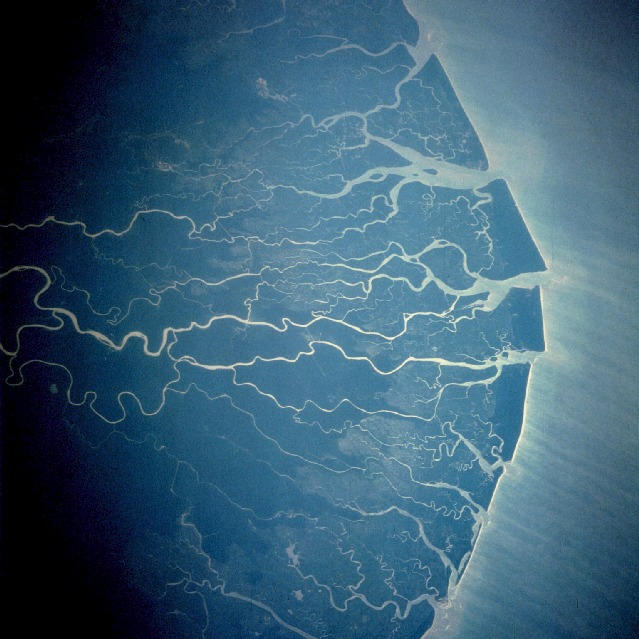
尼日爾河三角洲衛星圖片，左方是北面

尼日爾河三角洲（Niger Delta）位於尼日利亞的尼日爾河口，面積70,000平方公里，佔全國陸地7.5%，擁有豐富的石油資源，這地區出口石油的外匯收入是全國的75%，3,100萬居民主要來自40個種族，使用多達250種方言。
尼日利亞其中9個州分位於尼日爾河三角洲，可依照地理位置分為三個區域：
- 西尼日爾河三角洲：三角州、埃多州、翁多州
- 中尼日爾河三角洲：巴耶爾薩州、河流州、伊莫州
- 東尼日爾河三角洲：阿夸伊博姆州、克里斯河州、阿比亞州

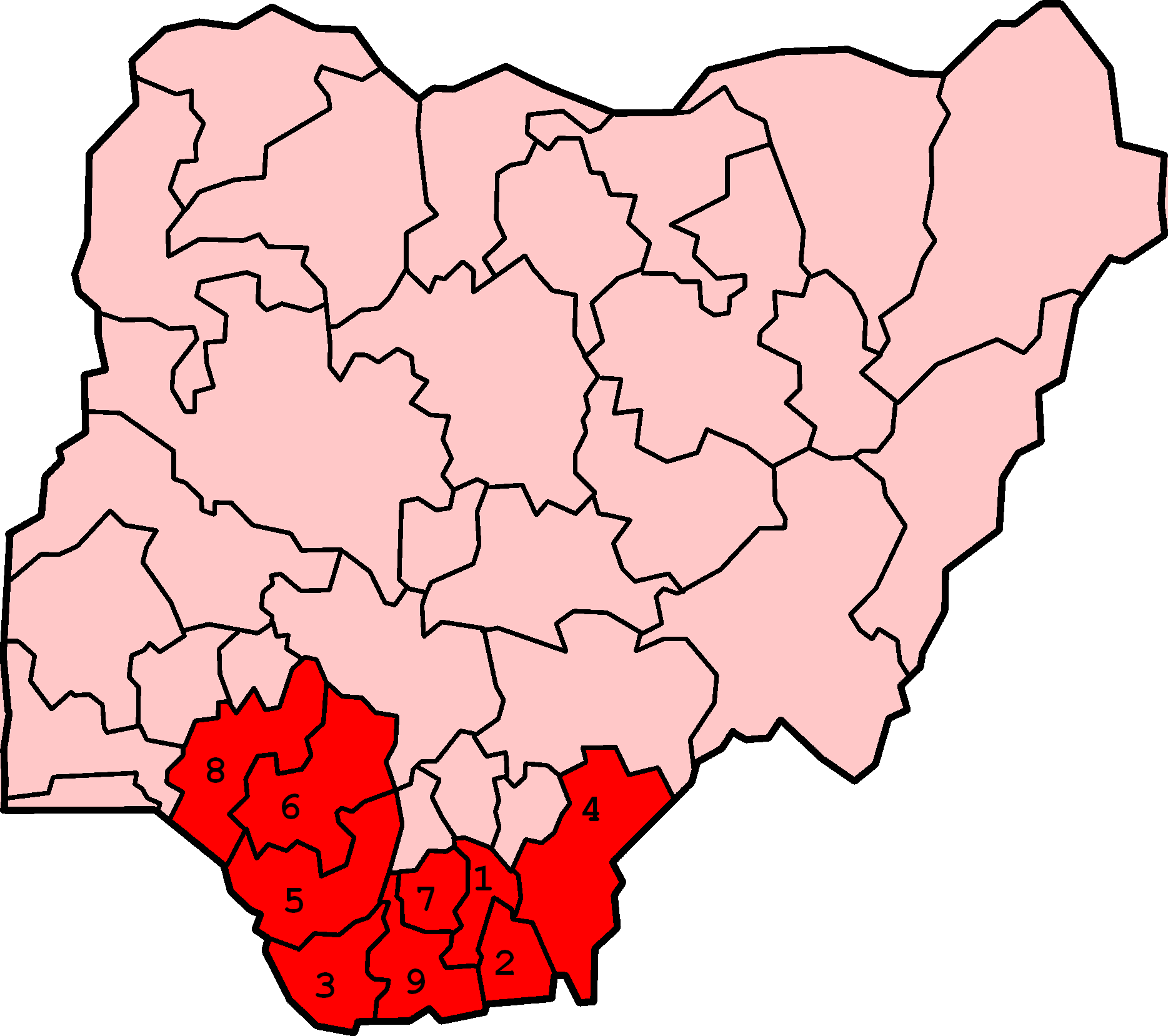
尼日爾河三角洲地圖（點擊放大）：1. 阿比亞州；2. 阿誇伊博姆州；3. 巴耶爾薩州；4. 克里斯河州；5. 三角州；6. 埃多州；7.伊莫州；8. 翁多州；9. 河流州

## 外部連結
- Curse of the Black Gold, Hope and betrayal on the Niger Delta （页面存档备份，存于）, National Geographic, February 2007
- More about the Niger deltans （页面存档备份，存于）

5°19′34″N 6°28′15″E / 5.32611°N 6.47083°E